# Bacteri exogen
Bacteris exògens són aquells bacteris introduïts en sistemes biològics tancats des del medi exterior. N'hi ha en l'aigua, la terra i l'aire.
Aquest terme s'oposa als bacteris endògens que són els que formen part de la flora bacteriana normal d'un organisme.
Exemples de bacteris exògens són: Vibrio cholerae, Legionella, salmonella, rickettsia, mycobacterium, i Bacillus anthracis.